# Alonso de Bazán y Herrera
Alonso de Bazán y Herrera (Cuéllar, ?), conquistador de Nueva Galicia.
Nació en Cuéllar en fecha desconocida, en una familia hidalga emparentada con los Marqueses de Santa Cruz; hijo de Andrés de Bazán y María de Herrera.
Tras participar en la conquista de México, volvió a España, donde casó con Francisca Verdugo, heredera del capitán Francisco Verdugo y sobrina del gobernador Diego Velázquez de Cuéllar, de quien tuvo varios hijos.
En 1535 parte hacia Nueva España, con su mujer y algunos de sus hijos.

## Campañas en Jalisco
Participó con el virrey en la pacificación de Jalisco en 1541. Dos años más tarde era vecino de la ciudad de México, sirviéndose de los pueblos heredados por su mujer del capitán Francisco Verdugo, de los que sacaba poco provecho.

## Alcalde Mayor de Tabasco
En 1546 fue nombrado Alcalde Mayor de Tabasco, cargo en el que estuvo hasta el 18 de septiembre de 1550, cuando entregó el mando a Alonso de Manrique quien lo ejerció en forma interina. Durante el tiempo en que permaneció en la provincia de Tabasco, continuó con las tareas emprendida por Francisco de Montejo, organizando campañas militares con la finalidad de pacificar la provincia, objetivo que no se había conseguido, ya que la región de la Chontalpa continuaba fuera del control de la Corona española, principalmente por los indígenas de Cimatán que seguían en rebeldía y en 1545 habían destruido la recién fundada villa española de Santiago Cimatán.
Como las campañas militares en la Chontalpa no tenían éxito, Alonso de Bazán pensó en fundar otra población española en la zona para ir cercando a los indígenas. Es así que en ese año de 1550 fundó la villa de Xalpa la que nombró cabecera de la Chontalpa y ordenó el traslado de varias familias a la recién fundada villa, para ser punta de lanza y desde ahí emprender la conquista definitiva de la zona, cosa que no pudo conseguir, ya que por instrucciones del Virrey Antonio de Mendoza, el 18 de septiembre de 1551 entregó el gobierno de la provincia a Alonso de Manrique.